# Iso Parvajärvi
Iso Parvajärvi är en sjö i kommunen Suomussalmi i landskapet Kajanaland i Finland. Sjön ligger 205,2 meter över havet. Den är 7,7 meter djup. Arean är 1,26 kvadratkilometer och strandlinjen är 10,84 kilometer lång. Sjön  ingår i Uleälvens huvudavrinningsområde.   Den ligger omkring 110 kilometer nordöst om Kajana och omkring 570 kilometer norr om Helsingfors. 
I sjön finns ön Kalliosaari. 